# Allan-Varianz
Die Allan-Varianz {\displaystyle \sigma _{y}^{2}(\tau )}, benannt nach David W. Allan, auch Zweiwert-Varianz, stellt ein Maß für die Frequenzstabilität von Uhren und Oszillatoren dar: 
Eine geringe Allan-Varianz ist ein Merkmal einer Uhr mit hoher Stabilität über den gemessenen Zeitraum.
Die Allan-Varianz hängt von der zeitlichen Auflösung der Messdatenerfassung ab. Sie ist damit eine Funktion sowohl der Sample-Periode als auch der gemessenen Verteilung und wird in der Regel eher als Funktionsgraph dargestellt denn als einzelner Wert.
Die Allan-Varianz ist definiert als die Hälfte des Durchschnitts der Differenzquadrate jeweils zweier aufeinanderfolgender Messwerte der normierten Frequenzabweichung:
{\displaystyle \sigma _{y}^{2}(\tau )={\frac {1}{2}}\langle (y_{n+1}-y_{n})^{2}\rangle }
mit
- der Dauer {\displaystyle \tau } der Sample-Periode
- der normierten Frequenzabweichung {\displaystyle y_{n}}, gemittelt über die n-te Sample-Periode: {\displaystyle y_{n}=\left\langle {\delta \nu  \over \nu }\right\rangle _{n}}
  - der Frequenzabweichung δν
  - der Frequenz ν.

Für eine Uhr ist die Zeitabweichung xn bei der n-ten Sample-Periode gegeben durch die Summe der vorangegangenen Frequenzabweichungen:
{\displaystyle x_{n}=x_{0}+\tau \sum _{i=0}^{n-1}y_{i}}
Dies kann umgekehrt werden, um Frequenzabweichungen aus Zeitabweichungen zu ermitteln:
{\displaystyle \Rightarrow y_{n}={\frac {1}{\tau }}(x_{n+1}-x_{n})}
Dies führt zur Formel für die Allan-Varianz als Zeitabweichung:
{\displaystyle \Rightarrow \sigma _{y}^{2}(\tau )={\frac {1}{2\tau ^{2}}}\langle (x_{n+2}-2x_{n+1}+x_{n})^{2}\rangle }
Die Allan-Varianz wird als Maß der Frequenzstabilität für eine Vielzahl teils exotischer Präzisions-Oszillatoren, z. B. frequenzstabilisierter Laser, verwendet. Es existieren auch einige Varianten, allen voran die modifizierte Allan-Varianz, die totale Varianz und die Hadamard-Varianz.
Analog zur Standardabweichung  und Varianz ist die Allan-Deviation definiert als Quadratwurzel der Allan-Varianz.
Ein anderes Maß für die Frequenzstabilität ist das Phasenrauschen.